# حجم الدم
حَجْمُ الدَّم هو حجم كلٍ مِن خلايا الدم الحمراء والبلازما في جهاز الدوران أو الدورة الدموية.

## البشر
يبلغ حجم الدم عند الإنسان البالغ الطبيعي ما بين حوالي 4.7 إلى 5 لترات، ويكون حجم الدم عند الإناث عمومًا أقل من الرجال. وتقوم الكلية بتنظيم ضغط الدم.
يمكن حساب حجم الدم (BV) بالنسبة إلى الهيماتوكريت (وهو النسبة المئوية لحجم خلايا الدم الحمراء من إجمالي حجم الدم) وحجم البلازما (PV):
{\displaystyle BV={\frac {PV}{1-HC}}}
وتتوفر تقنيات التشخيص تجاريًا لقياس حجم الدم البشري، وتُعد دراسة نيوكليتيدات حديثة بعنوان "BVA-100"، أي "تحليل حجم الدم"، هي الأداة الوحيدة المعتمدة من إدارة الأغذية والأدوية (FDA)، حيث تعطي نتائج بدقة 98% عند قياس خلايا الدم الحمراء والبلازما.
ويتم قياس حجم الدم عند تشخيص ومعالجة المرضى الذين يعانون من قصور القلب وفرط ضغط الدم المزمن، والقصور الكلوي والرعاية الحرجة.

## الحيوانات
يوضح الجدول أدناه أحجام الدم العامة، مُعطاةً كحجم لكل كيلوغرام، للبالغين الأصحاء من مجموعة مختارة من الحيوانات، ومع ذلك، يمكن أن تكون بنسبة 15% أقل في الحيوانات المُسِنة والبدينة.
| الحيوان                        | حجم الدم (مل/كجم) |
| ------------------------------ | ----------------- |
| القط                           | 55 (47-66)        |
| البقرة                         | 55 (52-57)        |
| الكلب                          | 86 (79-90)        |
| النمس                          | 75                |
| اليربوع                        | 67                |
| الماعز                         | 70                |
| خنزير غينيا                    | 75 (67-92)        |
| الأقداد                        | 78                |
| الحصان                         | 76                |
| قرد المكاك الريسوسي            | 54                |
| الفأر                          | 79 (78-80)        |
| الخنزير                        | 65                |
| أرنب                           | 56 (44-70)        |
| جرذ                            | 64 (50-70)        |
| الخروف                         | 60                |
| قرد القشة الأمريكي (المرموسيت) | 60-70             |